# Revolta dos Cavaleiros
A Revolta dos Cavaleiros, também conhecida como Revolta dos Barões, (27 de agosto de 1522 - 6 de maio de 1523) foi uma revolta de curta duração promovida por vários cavaleiros imperiais protestantes alemães, liderados por Franz von Sickingen, contra o arcebispo Ricardo de Trier. Foi chamada de Rebelião dos Barões Pobres, pois inspirou a sangrenta Guerra dos Camponeses Alemães de 1524-1526.

## Antecedentes
No final da Idade Média, os cavaleiros imperiais passavam por um período de declínio constante. A invasão do comércio e da indústria dominados pelas cidades na agricultura tradicional, combinada com o aumento das taxas de juros e o declínio do valor da terra, prejudicou financeiramente os cavaleiros, enquanto as cidades cada vez mais ricas do Sacro Império Romano se tornaram poderosas o suficiente para resistir a ataques. O poder crescente da alta nobreza, ou dos príncipes, ajudado pela introdução do direito romano que estava varrendo o direito comum anterior, prejudicou politicamente os cavaleiros. Além disso, a sua importância no combate estava diminuindo com o avanço da tecnologia e táticas militares. Os mercenários Lansquenete eram agora a base da guerra, e a importância da habilidade pessoal e da bravura foi muito reduzida. A eficácia do arcabuz foi evidente na Batalha de Cerignola de 1503, que é o conflito militar mais antigo registrado onde os arcabuzes desempenharam um papel decisivo no resultado da batalha. O pesado arcabuz conhecido como mosquete apareceu na Europa em 1521.
Os cavaleiros recusaram-se a cooperar com a alta nobreza para ganhar poder contra as cidades, nem tampouco com as cidades contra os príncipes. Mesmo que os cavaleiros tivessem tentado trabalhar com as cidades ou com a alta nobreza para promover reformas, é extremamente improvável que a alta nobreza tivesse respondido favoravelmente.
As condições na Alemanha não eram como as da Inglaterra. Lá, a Guerra das Rosas (1455-1485), que levou Henrique VII ao trono, significou o fim da aristocracia feudal. Antes do reinado de Henrique VII, a aristocracia feudal tinha liberdade para governar o país. No trono, Henrique VII procurou fortalecer e centralizar o seu governo. Para fazer isso ele precisava de fundos. Quando os seus antecessores no trono inglês tentaram angariar fundos adicionais, procuraram obter terras adicionais para a coroa. Sob o sistema feudal, mais terras resultariam em mais renda. No entanto, o rei percebeu que uma forma mais eficiente de angariar dinheiro para o seu governo seria tributar o rendimento da classe ascendente de comerciantes – especialmente aqueles no comércio de lã e tecidos de lã. Na verdade, como "bom empresário" e como político, Henrique VII estava ciente de que "enriquecer os mercadores era enriquecer através do aumento dos direitos aduaneiros". Ao mesmo tempo, Henrique VII "conquistaria a gratidão das classes empresariais". Foi este mecanismo que enfraqueceu e finalmente arruinou o sistema feudal na Inglaterra.
Na Alemanha, porém, as mesmas condições não existiam. Não havia um governo central forte para cobrar direitos aduaneiros sobre o comércio. Em vez disso, as receitas do comércio fluíam diretamente de volta para os senhores feudais localizados nos vários principados e feudos por todo o país. Com a Alemanha dividida numa colcha de retalhos de pequenos reinos e feudos, o poder governamental permaneceu seguramente sob o controle dos senhores feudais locais. Para realizar as reformas que desejavam, os cavaleiros precisavam do apoio unido das cidades e do campesinato. No entanto, este apoio unido revelou-se ilusório. O campesinato desconfiava dos cavaleiros quase tanto quanto da alta nobreza. Somente um plano que incluísse a abolição total da servidão, da escravidão e dos privilégios da nobreza poderia induzir o campesinato a juntar-se aos cavaleiros na luta pela reforma.

### A Paz Eterna de 1495
No Reichstag de 1495, as Cidades Imperiais apresentaram um Ato de Protesto, contendo vários pontos, que apontavam para a sua falta de representação efetiva no Parlamento. No entanto, a única parte da Lei que foi realmente aprovada foi a proibição da guerra privada. Mesmo assim, os príncipes garantiram que a proibição se aplicasse apenas aos cavaleiros e isentaram especificamente quaisquer guerras privadas em que os príncipes pudessem participar. Isto tirou dos cavaleiros uma importante fonte de renda e orgulho. Capturar e manter cidades e príncipes para resgate era a principal fonte de renda dos cavaleiros.
Franz von Sickingen, frequentemente chamado de “Último Cavaleiro”, viveu a maior parte de sua vida ao longo do Reno. Depois de passar algum tempo a serviço do imperador Maximiliano contra Veneza, ele passou muitos anos aterrorizando cidades e príncipes ao longo do Reno, o que o tornou um homem muito rico. Quando ocorreu a eleição de 1519, ele aceitou pesados subornos de Francisco I de França, mas acabou conduzindo suas tropas para Frankfurt, onde sua presença ajudou a garantir a vitória de Carlos V. Depois disso, Von Sickingen montou uma invasão da Picardia Francesa para Carlos.
Sickingen conheceu Ulrich von Hutten, um cavaleiro humanista religioso. Juntos, Hutten e Sickingen formularam uma série de reformas sugeridas apelando à abolição de todos os principados independentes, à unificação de todas as terras de língua alemã sob um governo nacional, à secularização de todos os principados e propriedades eclesiásticas e ao estabelecimento de uma "democracia dos nobres". chefiado por um monarca. Hutten e Sickingen esperavam que este programa fosse suficiente para encorajar o campesinato a juntar-se entusiasticamente aos cavaleiros na concretização da reforma.
Sob a influência de Hutten, o castelo de Ebernburg, de Sickingen, tornou-se um centro do pensamento humanista renascentista e, mais tarde, luterano, com muitos panfletos emanados do castelo. Sickingen ajudou Johann Reuchlin a escapar dos dominicanos de Colônia e abrigou outros reformadores como Martin Bucer e Johannes Oekolampad. Ele até ofereceu abrigo a Martinho Lutero após a Dieta de Worms, mas Lutero optou por ficar com Frederico da Saxônia.

## Revolta

### Cerco de Trier
Em 1522, enquanto o Imperador estava na Espanha, Sickingen convocou uma "Convenção Fraterna de Cavaleiros". A Convenção o elegeu como seu líder e resolveu tomar pela força aquilo que os cavaleiros não conseguiram obter devido à sua fraca representação no Reichstag. O alvo escolhido pelos cavaleiros para iniciar sua revolta foi Richard von Greiffenklau, arcebispo de Trier, ferrenho oponente de Lutero e seus apoiadores. A desculpa usada para o ataque foi um resgate não pago por dois vereadores a outro cavaleiro que os havia capturado há alguns anos. A declaração de guerra de Sickingen estava repleta de retórica religiosa destinada a encorajar o povo da cidade a render-se e a derrubar o seu arcebispo, poupando assim aos cavaleiros o trabalho de um cerco.
Sickingen reuniu um exército em parte por conta própria e em parte com a ajuda dos cavaleiros vizinhos. e fez com que seus soldados hasteassem a bandeira imperial, alegando que estava agindo em nome do Imperador. No entanto, a Dieta Imperial em Nuremberg, que atuou como regente durante a ausência de Carlos V, não concordou e lhe ordenou que interrompesse a sua campanha sob a ameaça de uma proibição imperial. A campanha foi lançada no Outono, o que indica que Sickingennão pretendia prosseguir naquele ano.
No entanto, Sickingen ignorou a Dieta e seguiu para Trier. Infelizmente para ele, o povo da cidade não se revoltou contra Ricardo, que provou ser um soldado competente. Além disso, o Conde Palatino e os Governantes de Hesse vieram em auxílio de Ricardo. Após sete dias de cerco, incluindo cinco tentativas de assalto, Sickingen ficou sem pólvora e retirou-se para Ebernberg. Enquanto isso, o Conselho de Regência Imperial lhe impôs a Proibição do Império. Durante sua retirada, seus detratores alegaram que ele saqueou todo o campo, incluindo a cidade de Kaiserslautern. No entanto, os seus apoiantes afirmaram que apenas saquearam igrejas e mosteiros católicos.

### Cerco ao Castelo Nanstein
Sickingen deixou Ebernberg para passar o inverno no Castelo Nanstein perto de Landstuhl, seu castelo mais forte, que recentemente passara por extensos reparos, onde ele esperava continuar a luta. Nanstein era considerado um dos castelos mais fortes da Alemanha. Sickingen sentiu-se seguro em Landstuhl. Hutten fugiu para a Suíça e, com outros emissários, começou a procurar apoio para uma nova campanha militar no ano seguinte.
Quando o Arcebispo Ricardo de Trier, Luís V, Eleitor Palatino e Filipe I de Hesse estabeleceram um cerco ao seu castelo em Landstuhl, Sickingen esperava durar pelo menos quatro meses, altura em que chegariam reforços para resgatá-lo. No entanto, ele subestimou o poder das novas armas de artilharia e, em uma semana, suas defesas estavam em ruínas e ele próprio foi ferido muito gravemente. Em 7 de maio de 1523, ele se rendeu aos três príncipes e morreu devido aos ferimentos. Com sua morte, a cavalaria como força significativa na Alemanha também morreu. Hutten sobreviveu a Sickingen apenas alguns meses, conhecendo pela primeira vez o reformador Huldrych Zwingli em Zurique, antes de morrer sozinho de sífilis em um mosteiro suíço.

## Consequências

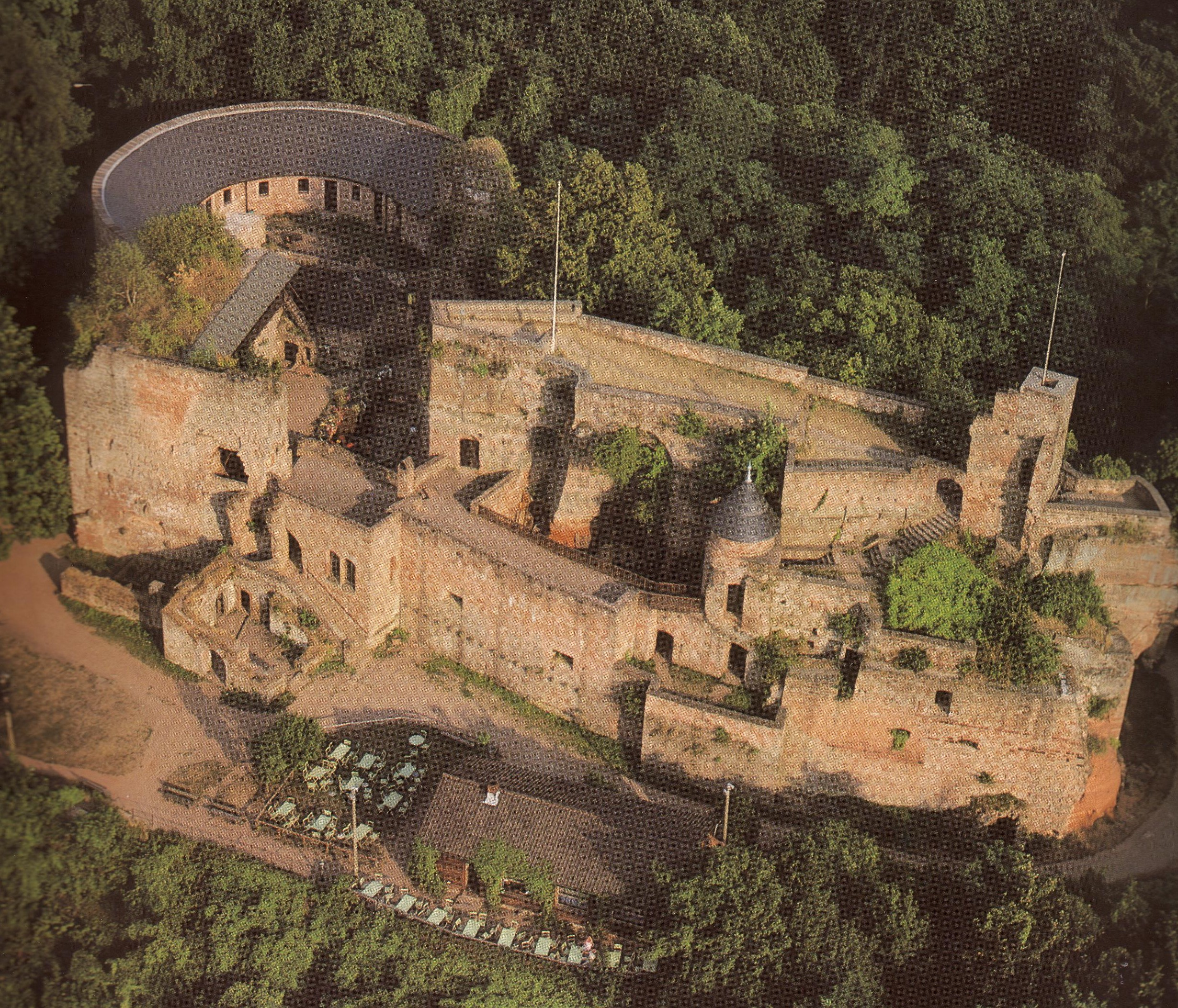
Ruínas do Castelo de Nanstein

A maioria dos apoiadores significativos da Revolta teve os seus castelos confiscados. O Arcebispo de Mainz foi até multado por sua suspeita de cumplicidade na conspiração. Os cavaleiros estavam agora geralmente falidos como resultado da incapacidade da Revolta de mudar a sua situação face ao aumento da inflação, ao declínio da agricultura, ao aumento das exigências dos príncipes e à incapacidade de viver de “assaltos rodoviários” legais.
A partir de então, a maioria dos cavaleiros viveu como pequenos senhores feudais, ganhando a vida cobrando impostos pesados de seus camponeses. Eles não tinham agora nenhuma independência real, e aqueles que se elevaram acima do seu estatuto fizeram-no agindo como administradores, sacerdotes e generais competentes para os príncipes. Alguns, como Florian Geyer, recusaram-se a ceder e ajudaram os camponeses na sua própria rebelião alguns anos depois.
A recusa generalizada de pagar o dízimo da igreja durante a Revolta posteriormente se espalhou para as classes camponesas e os inspirou a se recusarem a pagar essa taxa, o que foi um dos fatores que levaram à Guerra dos Camponeses. Assim, ou o governo da província teria de lidar com as instituições corruptas, ou os camponeses as tomariam nas suas próprias mãos e as saqueariam.